# Älterer Methodenstreit der Nationalökonomie

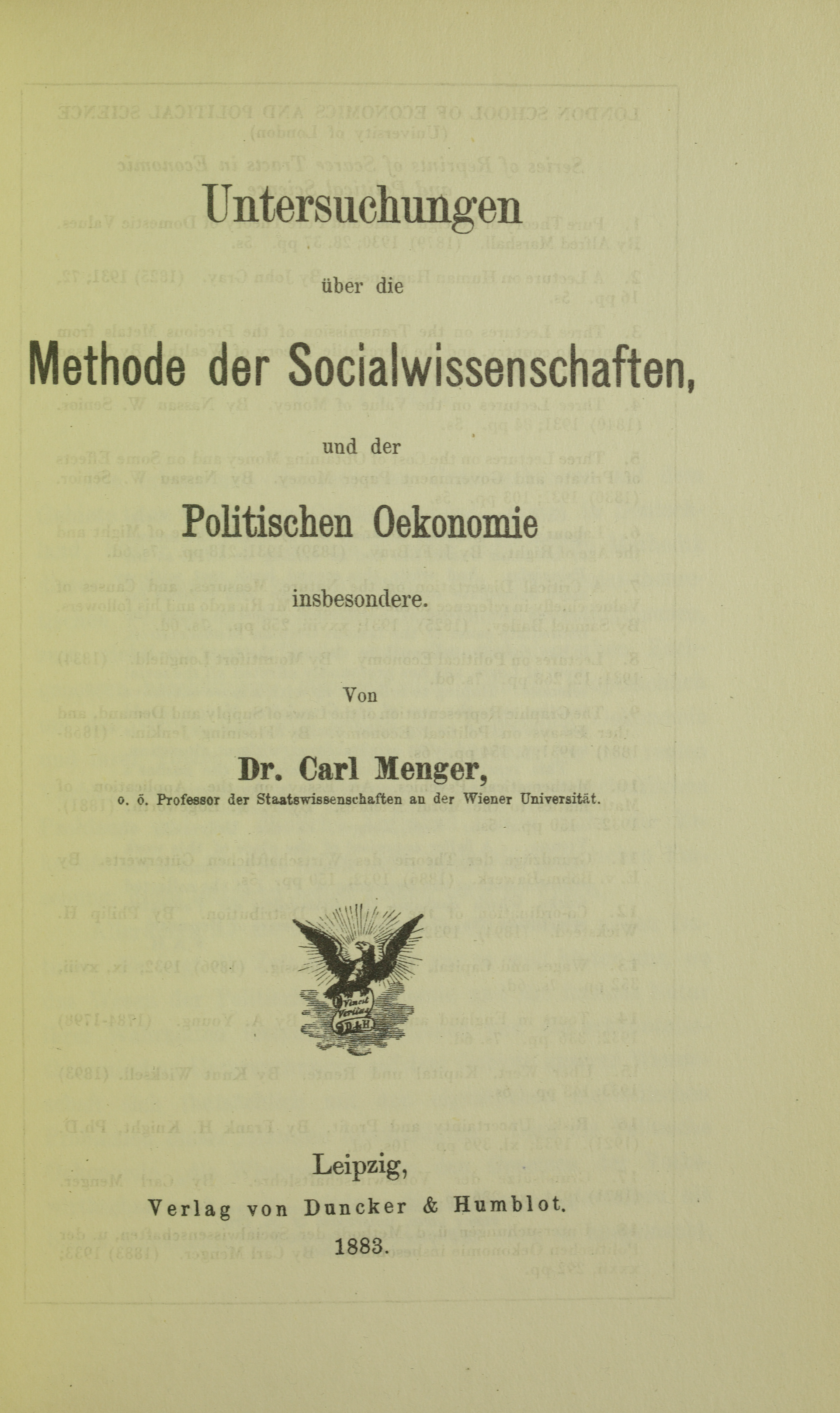
Untersuchungen über die Methode der Socialwissenschaften und der Politischen Oekonomie insbesondere, 1933

Als Älterer Methodenstreit der Nationalökonomie wird eine Auseinandersetzung bezeichnet, in der es um den Stellenwert induktiver und deduktiver Forschungsverfahren für die Volkswirtschaftslehre ging. Der Streit wurde hauptsächlich in den 1880er und 1890er Jahren im deutschsprachigen Raum zwischen der Grenznutzenschule und der Historischen Schule der Nationalökonomie geführt. Hiervon abzugrenzen ist der „jüngere Methodenstreit“ oder Werturteilsstreit, in dem es um die Zulässigkeit von Werturteilen in der Volkswirtschaftslehre geht.
Die deutsche Bezeichnung „Methodenstreit“ hat sich auch in vielen anderen Sprachen als Germanismus durchgesetzt.

## Inhalt
Gustav von Schmoller, ein führender Vertreter der jüngeren Historischen Schule vertrat die Auffassung, dass es keine unveränderlichen Gesetze des menschlichen Handelns gebe. Primäres Untersuchungsobjekt der Nationalökonomie sei die Gesellschaft als Ganzes (Methodologischer Kollektivismus); diese und die Vorgänge darin seien aber orts- und zeitabhängig und in dauernder Veränderung (Relativismus). Aufgabe des Ökonomen sei es, wissenschaftliche Erkenntnisse aus Empirie und historischer Forschung per Induktion zu entwickeln. Primär deduktive Forschung hielt Schmoller für wenig sinnvoll, weil ideologische Denkmuster das Ergebnis beeinflussten. Auch könnten konkrete Probleme nur vor dem Hintergrund der konkreten Umstände einer Volkswirtschaft verstanden werden (z. B. soziale Struktur, wirtschaftliche und politische Verfassung).
Der Wiener Ökonom Carl Menger hielt dagegen die Untersuchung des individuellen menschlichen Handelns (Methodologischer Individualismus) für den richtigen Ausgangspunkt der Wirtschaftswissenschaft. Durch theoretische Deduktion seien ausgehend vom Prinzip der Nutzenmaximierung sehr wohl allgemeingültige und unveränderliche Gesetze des menschlichen Handelns herleitbar (Existenz „absoluter“ Wahrheiten). Aufgabe des Ökonomen sei es, diese durch theoretische Analyse zu erkennen (Rationalismus). Damit sei die Wirtschaftswissenschaft als von der Geschichtswissenschaft eigenständige und exakte Wissenschaft möglich.
Schmoller kritisierte vor allem Mengers „singuläre Betrachtungen“ der Phänomene der Wert- und Preisbildung, des Geldes und der Einkommensverteilung, wobei die konstitutive Beziehung zu dem moralisch-rechtlichen institutionellen Rahmen verloren gehe. Er gab zu, dass alle „vollendete Wissenschaft“ deduktiv ist, die politische Ökonomie war nach Schmollers Einschätzung aber noch nicht weit genug fortgeschritten, so dass er einen verstärkten Einsatz induktiver Methoden weiterhin für notwendig hielt.

## Wirkung und Ergebnis
In der Literatur wird Schmoller gelegentlich Theoriefeindlichkeit vorgeworfen und die Ansicht vertreten, dass Schmollers Abneigung gegen die theoretische Arbeitsweise das Vordringen der theoretischen Analyse in Deutschland verzögert und dadurch den volkswirtschaftlichen Erkenntnisfortschritt abgebremst habe. Andere sehen den Streit insgesamt als lähmend an, da dieser eher akademischer Machtpolitik als der Beförderung erkenntnistheoretischer Einsichten gedient habe. So sei es auch Menger nie gelungen, seine Position der Notwendigkeit einer vorbestehenden Theorie für die Beobachtung der Realität angemessen zu begründen. Seine Haltung wies zudem die Gefahr der Verselbständigung der „exakten“ Theorie auf, die eine Falsifikation von Thesen nur noch auf Basis ihrer inneren Logik erlaubt.
Der Streit war vor allem für die Österreichische Schule bedeutsam, die sich im Verlauf der Auseinandersetzung überhaupt erst konstituierte, als Eugen von Böhm-Bawerk und Friedrich von Wieser Mengers Ansichten unterstützten. Der Begriff „Österreichische Schule“ wurde erst während der Auseinandersetzung geprägt und war ursprünglich als Schmähung vonseiten der Historisten gebraucht, um die vermeintliche Provinzialität der Österreicher zu unterstreichen. Diese übernahmen ihn aber später. 
Der Methodenstreit war im Wesentlichen auf den deutschen Sprachraum beschränkt. Heute ist der Streit überwunden. Wie international üblich, werden in der konventionellen Volkswirtschaftslehre sowohl die induktiv historische, als auch die theoretisch deduktive Methode angewandt. Beide Methoden haben ihre Berechtigung.